# 劉茂恩
劉 茂恩（りゅう ぼうおん／りゅう もおん）は、中華民国（台湾）の軍人。初めは兄の劉鎮華が率いる鎮嵩軍に属し、後に国民革命軍に転じた。字は書霖。

## 事績

### 鎮嵩軍から国民革命軍へ
最初は学問を志し、1916年（民国5年）に河南省立第八中学を卒業した。しかし卒業後まもなく袁世凱が創設した模範団に加入、第2期輜重科で訓練を受け、さらに保定陸軍軍官学校へ進学して第6期輜重科で学習した。1919年（民国8年）3月に卒業すると、陝西軍官教育団で中校教官となる。さらに兄・劉鎮華率いる鎮嵩軍に加入、以後順調に昇進して迫撃砲団上校団長にまでなった。
1927年（民国16年）4月、劉鎮華が馮玉祥に降伏し、鎮嵩軍が国民革命軍第2集団軍第8方面軍に改組される。劉茂恩はその指揮下で第4軍軍長（後に第29軍軍長と改められる）に任ぜられ、北伐にも参戦した。北伐完了後、軍縮措置に伴い、第29軍は第2集団軍暫編第30師となり、劉茂恩がそのまま師長を務めている。1929年（民国18年）5月、蔣介石から討逆軍第11路軍（同軍総指揮：劉鎮華）第4師師長に任ぜられて閻錫山配下となり、6月には河南省北部に駐屯した。9月、第4師は陸軍第66師に改められ、そのまま劉茂恩が師長に留まる。
1930年（民国19年）1月、劉茂恩は陸軍第15軍軍長に昇進し、5月には蔣と閻の対立が激化したことに嫌気がさした兄の劉鎮華が外遊に出たため、劉茂恩が第11路軍総指揮代理に転じた。まもなく中原大戦が勃発すると、劉茂恩は閻錫山を見限って蔣介石に転じ、そのまま反蔣軍討伐に従事している。7月、朧海路左翼軍第4守備区司令、8月、平漢路左翼軍第4縦隊指揮官にそれぞれ任ぜられた。10月、河南省政府委員に任ぜられ、同省の中国共産党（紅軍）討伐に従事している。1931年（民国20年）1月、安徽省第3区行政督察専員兼保安司令も兼任し、引き続き紅軍討伐を行った。1935年（民国24年）4月、陸軍中将に昇進し、1936年（民国25年）に豫皖辺区第2綏靖区司令官となる。その翌年には豫皖蘇軍事整理委員も兼任した。

### 日中戦争、国共内戦
日中戦争（抗日戦争）が勃発すると、劉茂恩は第13軍団軍団長に任命され、閻錫山らが指揮する山西省方面での戦場に向かう。1937年（民国26年）10月、忻口戦役に参戦、右翼総指揮を務めた。1939年（民国28年）2月、第5集団軍副総司令へ、同年10月には第14集団軍総司令へと昇進している。1941年（民国30年）5月には晋南会戦に参戦し、9月には全国水利委員会委員も兼任した。1944年（民国33年）、洛陽の守備を担当することとなり、同年5月には豫中会戦に参戦する。7月、河南省政府主席兼豫西警備司令に任ぜられ、9月には全省保安司令（後に警備総司令と改組）も兼ねた。翌1945年（民国34年）にも日本軍との戦いを続け、5月には中国国民党第6期中央監察委員に選出されている。
戦後も劉茂恩は引き続き河南省で省政に従事したが、国共内戦は国民党不利に推移し、1948年（民国37年）春には洛陽が中国人民解放軍に攻略され、6月には劉が所在する省会（省都）開封を包囲される。同月20日、開封は陥落し、劉は最後まで抵抗して拳銃自殺を図ろうとしたが、部下に押し止められ辛うじて脱出した。同年8月、省政府主席を辞任し、西安綏靖公署副主任、総統府戦略顧問委員会委員と歴任する。同年11月、徐州剿匪総司令部政務委員会常務委員に任ぜられた。国共内戦で国民党が敗北すると、劉は台湾に逃れている。1958年（民国47年）、総統府国策顧問に任命されている。1981年（民国70年）4月24日、台北市にて病没。享年84（満82歳）。

## 注
1. 1 2 3 4 5  徐主編（2007）、2467頁。
2. 1 2 3 4 5  劉国銘主編（2005）、495頁。
3. ↑  牛ほか（1999）、77頁。